# Motoriska nerver
Motoriska nerver leder nervimpulser utåt från det centrala nervsystemet (hjärnan och ryggmärgen). De är uppdelade i somatiska nerver som är viljestyrda och autonoma nerver som är självstyrande. De autonoma nerverna finns i sympatiska nerver och parasympatiska nerver. De fungerar som ökande och minskande av aktiviteten i människans organ, exempelvis muskler.
Motoriska nerver ger efferenta signaler.
De nerver som går åt andra hållet heter Sensoriska nerver.